# Young & Dumb
Young & Dumb è un singolo della cantante canadese Avril Lavigne, pubblicato il 9 maggio 2025. Il brano vede la partecipazione del gruppo franco-canadese Simple Plan.

## Tracce
1. Young & Dumb (feat. Simple Plan) – 2:46